# Tôn Kiến Quốc
Tôn Kiến Quốc (tiếng Trung: 孙建国; sinh tháng 2 năm 1952) là Đô đốc Hải quân Quân Giải phóng Nhân dân Trung Quốc (PLAN). Ông từng giữ chức vụ Phó Tham mưu trưởng Bộ Tham mưu liên hợp Quân ủy Trung ương Trung Quốc và Tham mưu trưởng Hải quân Quân Giải phóng Nhân dân Trung Quốc. Ông Tôn Kiến Quốc từng được cử làm đại diện cho phái đoàn Trung Quốc hai năm liên tiếp tại Đối thoại Shangri-la 14 và Shangri-la 15.

## Tiểu sử
Tôn Kiến Quốc sinh tháng 2 năm 1952 tại Trấn Hải, Ninh Ba, tỉnh Chiết Giang, ông là người gốc Ngô Kiều, tỉnh Hà Bắc. Cha của ông Tôn Kiến Quốc từng là bí thư quận ủy của một quận ở tỉnh Chiết Giang. Năm 1967, ông tốt nghiệp Trường Trung học Trấn Hải; đến tháng 9 năm 1968, ông gia nhập Quân Giải phóng Nhân dân Trung Quốc (PLA). Sau đó, Tôn Kiến Quốc theo học và tốt nghiệp chuyên ngành hàng hải tại Học viện Tàu ngầm Hải quân PLA. Ông là thuyền trưởng tàu ngầm Long March III vào năm 1985 khi tàu lập kỷ lục thế giới với việc hoạt động 90 ngày dưới nước.
Tháng 12 năm 1996, Tôn Kiến Quốc được bổ nhiệm làm Phó Tư lệnh Căn cứ tàu ngầm Hải quân Quân Giải phóng Nhân dân Trung Quốc. Tháng 7 năm 2000, ông được bổ nhiệm giữ chức Phó Tham mưu trưởng Hải quân Quân Giải phóng Nhân dân Trung Quốc. Tháng 12 năm 2004, ông được thăng chức Ủy viên Thường vụ Đảng ủy Hải quân Trung Quốc, Tham mưu trưởng Hải quân Quân Giải phóng Nhân dân Trung Quốc (PLAN).
Tháng 7 năm 2006, Tôn Kiến Quốc được điều chuyển giữ chức Ủy viên Đảng ủy Bộ Tổng Tham mưu, Trợ lý Tổng Tham mưu trưởng Quân Giải phóng Nhân dân Trung Quốc, đồng thời phong quân hàm Phó Đô đốc. Tháng 10 năm 2007, tại Đại hội Đảng Cộng sản Trung Quốc lần thứ 17, ông được bầu làm Ủy viên dự khuyết Ban Chấp hành Trung ương Đảng Cộng sản Trung Quốc khóa XVII. Tháng 1 năm 2009, ông được bổ nhiệm giữ chức Phó Tổng Tham mưu trưởng Quân Giải phóng Nhân dân Trung Quốc. Ngày 23 tháng 7 năm 2011, Tôn Kiến Quốc được phong quân hàm Đô đốc.
Ngày 14 tháng 11 năm 2012, tại Đại hội Đảng Cộng sản Trung Quốc lần thứ 18, ông được bầu làm Ủy viên chính thức Ban Chấp hành Trung ương Đảng Cộng sản Trung Quốc khóa XVIII. Trong năm 2013, Tôn Kiến Quốc được bổ nhiệm làm người đứng đầu Viện Chiến lược Quốc tế Trung Quốc chuyên về tình báo quân sự và ngoại giao, thay cho tướng Thích Kiến Quốc. Tháng 1 năm 2016, Chủ tịch Quân ủy Trung ương Tập Cận Bình tuyên bố giải thể Bộ Tổng Tham mưu, Tổng cục Chính trị, Tổng cục Hậu cần và Tổng cục Trang bị của Quân giải phóng nhân dân Trung Quốc, để phân chia và sáp nhập vào các cơ quan của Quân ủy Trung ương; Tôn Kiến Quốc được bổ nhiệm giữ chức vụ Phó Tham mưu trưởng Bộ Tham mưu liên hợp Quân ủy Trung ương Trung Quốc.